# 宇宙戦艦ヤマトシリーズ (PlayStation)
宇宙戦艦ヤマトシリーズ（うちゅうせんかんヤマトシリーズ）は、1999年から2005年にかけてPlayStationおよびPlayStation 2で発売されていたゲームシリーズ。公式では「PSゲームシリーズ」という包括の仕方が見られる。

## 概要
アニメ『宇宙戦艦ヤマトシリーズ』を題材としたウォー・シミュレーションゲーム。『ヤマトよ永遠に』を原作とした『宇宙戦艦ヤマト 二重銀河の崩壊』までが発売された。ゲームごとにシステムは変遷しているが、ストーリーは繋がっており、続編で過去作のアニメーションムービーが再利用されてもいる。
企画の発端となったのは、1996年の夏前頃、当時の事業部長がヤマトのプラモデルで成功した人物であったため、その人物と後にPSシリーズのプロデューサーを務める藪崎久也との間でヤマトの話が持ち上がったことであり、それから1年後の1997年7月頃に第1作となる『遥かなる星イスカンダル』の開発が正式に始まった。
本シリーズは松本零士が総設定と監修を務め、アニメシリーズを下敷きとしながらも、ストーリーの整理・再構成やオリジナルの要素の導入などが為されており、リメイク作品と称されることもある。ストーリーやデザインは松本の作品観に従った、いわゆる松本色を強めたものとなっている。キャラクターデザインは増永計介が担当しており、松本絵に近いデザインにアレンジされた。また、増永はアニメーションムービーの作画監督も務めている。メカデザインはアニメで『宇宙戦艦ヤマト2』まで参加していたスタジオぬえの宮武一貴が担当。アニメでデザイン担当が変わった『宇宙戦艦ヤマト 新たなる旅立ち』以降の作品のメカも担当し、独自のリデザインを行っている。しかし、ストーリーに関しては、元となるアニメシリーズが後半に行くほど松本色が薄まっていっていたため、松本色を強めた本シリーズも後半に行くほど原作アニメとの乖離が激しくなっていった。なお、松本零士自身は、『英雄の軌跡』までは「企画・原作・総設定」とクレジットされていたが、ヤマトの権利を巡る裁判（宇宙戦艦ヤマトシリーズ#原作を参照）の終結以降に発売された『暗黒星団三部作』では「総設定・監修」とクレジットされている。また、裁判の影響で2002年から発売予定だった『暗黒星団三部作』の発売が遅れ、2004年から30周年企画として再始動する事となった。
声優は可能な限りアニメ版と同じ声優を起用しているが、故人となっている人物には代役を当てている。特に『遥かなる星イスカンダル』制作時、主演の古代進役の富山敬の不在は大きなネックとなり、一時はアニメからの音声流用も考えられていたが、松本の推薦で山寺宏一があてがわれ、以降タイピングゲームや『宇宙戦艦ヤマト 復活篇』などの他作品でも古代役を務めるようになった。また、アニメでデスラーと藤堂平九郎の2役を担っていた伊武雅刀は、俳優業をメインとしていたため当初はオファーを断わり、その後自身の原点であるという理由でデスラーのみを請け負った。

## 宇宙戦艦ヤマト 遥かなる星イスカンダル
第1作『宇宙戦艦ヤマト』を原作とする作品。

### ゲームシステム（遥かなる星イスカンダル）
いくつかのステージに分かれており、各ステージのゴールに到達することが基本となる。ゲームの進行に従い日数が進んでいくようになっており、ステージごとに定められた日数以内にクリアすることが目標である。個々のステージ内ではヘクスで構成されたマップを移動し、敵ユニットと同一マスで接触すると戦闘となる。
シミュレーションゲームは概して性能の異なる複数のユニットを適宜管理していくものだが、第1作はヤマト単艦の旅であるため、代わりに乗組員にユニットの要素を持たせている。艦内には複数の配置箇所が存在し、それぞれに対応する操作（戦闘指揮席は艦砲射撃など）がある。決められた乗組員（戦闘指揮席の場合は古代か南部）を配置することで操作が可能となるが、乗組員には体力値が存在しており、攻撃を受ける等で体力が減り、0になるとその乗組員を配置できなくなる。個室へ移動させ休ませることで体力が回復するが、その間も同様に配置できなくなる。戦闘が終了するとキャラごとに経験値が得られ、一定値ごとに体力が上昇する。
戦闘に関して、艦隊戦は3次元空間での立体戦闘であり、ポイントを指定するとそこへヤマトが移動、あるいは敵をマークすると追尾する。攻撃は装備を指定すると近くの敵に対して自動で行われるほか、手動で任意の敵を直接狙って攻撃することも可能。また、支援戦力として艦載機を発艦させることもできる。また、戦闘は艦隊戦のほかに白兵戦も存在する。基本は艦隊戦と同様で、選択した最大6人のキャラで白兵戦に臨み、戦闘中はプレイヤーがポイントを指定すると全員がそこへ移動を開始し、ターゲットを指定すると攻撃を行う。平均的な能力のコスモガン兵、遠距離攻撃や高低差を無視した攻撃が可能なライフル兵、敵に多くの弾を撃ち込むマシンガン兵、他のキャラクターの体力を回復できる衛生兵などに分類されており、既存のキャラに割り当てられているほか、名無しのキャラクターも存在する。艦隊戦と白兵戦は場合によっては同時進行する場合もあり、適宜切り替えて対処しないとゲームオーバーになる。

### 諸設定（遥かなる星イスカンダル）

#### ストーリー（遥かなる星イスカンダル）
基本的なストーリーはアニメと同様だが、ビーメラ星は登場せず、代わりにゲームオリジナルの「エルダーウッド宙域」が登場する。

#### キャラクター・メカ（遥かなる星イスカンダル）
キャラクターは主要人物のみが登場しており、藪助治やタラン、ドメル艦隊四将軍の面々などは登場しない。代わりにシュルツの実兄であるコルサックがオリジナルキャラクターとして登場する。また、アニメではシュルツとガンツの肌は地球人と同じペールオレンジだったが、本作では他のガミラス人同様の青に改められた。表記揺れがあったスターシャの名前は「スターシア」に統一されている。
メカに関しては、デザインはアニメ版と大きな違いはないが、駆逐型デストロイヤー艦の種別が「デストロイヤー級巡洋艦」になっているなど、独自の名称が与えられている。また、太陽系サンザーにおける戦闘では、通常の緑ではなく青い塗装を施した親衛艦隊「蒼い雷光」が登場する。

### 声の出演（遥かなる星イスカンダル）
※太字はアニメ版当時と同じキャスト（改名を含む）が演じているキャラクター。
- 古代進 - 山寺宏一
- 森雪 - 麻上洋子（現：一龍斎春水）
- 沖田十三 - 納谷悟朗
- 島大介 - ささきいさお[注 1]
- 真田志郎 - 青野武
- 佐渡酒造、徳川彦左衛門 - 永井一郎
- アナライザー - 緒方賢一
- 太田健二郎 - 安原義人
- 相原義一 - 野村信次
- 南部康雄 - 林一夫
- 加藤三郎 - 神谷明
- スターシア - 上田みゆき[注 2]
- 古代守、ナレーター - 広川太一郎
- デスラー - 伊武雅刀
- ヒス - 山下啓介
- シュルツ - 大林丈史
- ドメル - 小林修
- その他出演 - 石川和之、広田磐水、土井俊明

### スタッフ（遥かなる星イスカンダル）
- 原作・総設定・監修 - 松本零士
- メインプログラマー - 持田郁也
- プログラマー - 西田憲司、堀川淳
- システム原案 - 船越英和
- 3Dモデリングワーク - 河本順二、溝本徹
- 3Dグラフィックワーク - 井上亮子、城間裕樹、谷口希
- 2Dグラフィックワーク - 土井理恵子、高橋道明
- サウンドエフェクト・BGM - 小島健、三垣敦史
- シナリオワーク - 岸武彦
- メカニックデザイン - 宮武一貴
- キャラクターデザイン - 増永計介
- プロデューサー - 薮崎久也、堀弘明
- ディレクター - 岸武彦
- ゲーム原案 - 株式会社バンダイ、株式会社ベック Section3
- ゲーム制作 - ヴァンテアンシステムズ株式会社
- ゲーム制作協力 - 株式会社エヌケーシステム

## さらば宇宙戦艦ヤマト 愛の戦士たち
前作の続編として製作されたゲーム。『さらば宇宙戦艦ヤマト 愛の戦士たち』および『宇宙戦艦ヤマト2』を原作とする。
本作からアニメーションムービー中以外でもフルボイスが導入され、シナリオ自体も前作の4倍以上、CGとデジタル映像も前作の1.5倍になった。容量もCD-ROMの限界ギリギリにまでなったという。

### ゲームシステム（さらば宇宙戦艦ヤマト）
基本的なシステムは前作と概ね似ているが、マップが3D表示になり、移動を行う戦略マップと立体戦闘を行う戦術マップに明確に区別された。
戦闘の方法は、戦略マップ上で砲撃を行う遠距離攻撃と、敵と同じマスに止まり戦術マップ上で戦闘を行う接近戦の2種類がある。戦略マップ上では各キャラクターをそれぞれの担任部署へ配置することで艦の性能を上げることができるが、代わりにキャラクターの体力が減っていく。
前作ではヤマト単艦での航海だったが、本作では友軍である地球防衛軍艦艇が行動を共にすることもある。これらはNPCだが、ヤマトからの指示である程度任意の行動をとらせることもできる。また、前作では戦闘中のみヤマトを援護できた艦載機も独立したユニットとして扱うことが可能になっている。
白兵戦のシステムは前作と大きく変わっており、プレイヤーは適宜選択したキャラ1名を自由に操作でき、他のキャラクターはNPCとしてプレイヤーキャラクターに追随する。シミュレーションよりはクォータービューシューティングに近い仕様となっている。

### 諸設定（さらば宇宙戦艦ヤマト）

#### ストーリー（さらば宇宙戦艦ヤマト）
概ねは『ヤマト2』に準じているが、冒頭で古代が乗艦しているのが護衛艦である点や、白色彗星が地球艦隊によって破壊されずに地球近傍まで来てヤマトに破壊される点など、『さらば』の要素も入っている。また、太陽系離脱までに関しては松本零士の漫画版の要素も入っており、共通するセリフも存在する。
本作のストーリーの特徴として『さらば』ルートと『ヤマト2』ルートの2つのルートによるマルチエンディングとなっており、中盤のテレザート星域における戦闘の進め方次第でルートが分岐する。

#### キャラクター・メカ（さらば宇宙戦艦ヤマト）
キャラクターに関して、『さらば』と『ヤマト2』双方に登場していた人物のデザインは概ね『さらば』をベースにデザインされており、タランのみ『ヤマト2』準拠、テレサは『さらば』と『ヤマト2』の折衷のようなデザインとなっている。『ヤマト2』で初登場した新米俵太は松本零士の漫画版に準拠したデザインとなっている。役職や劇中での活躍などの設定は概ね『ヤマト2』に準拠しており、土方竜は地球防衛艦隊司令、斎藤始は第11番惑星守備隊司令となっている。テレサの設定も『ヤマト2』に準拠した反物質を扱える超能力者だが、『さらば』ルートではテレザート星の爆発時に身体が反物質に置換されたという設定で、『さらば』準拠の反物質人間として再登場する。
また、オリジナルキャラクターとして巡洋艦「すくね」艦長の三木幹夫が登場。序盤から中盤までヤマトと行動をともにするが、ゴーランド艦隊のミサイルで乗艦とともに戦死する。
メカデザインは概ねアニメ版準拠であるが、デスラー艦とメダルーザは大幅なリデザインが施されているほか、地球側空母は戦闘空母として設定自体が再構築されている。また、オリジナル艦として白色彗星帝国の巡洋艦や宇宙要塞が登場する。

### 声の出演（さらば宇宙戦艦ヤマト）
※太字はアニメ版当時と同じキャスト（改名を含む）が演じているキャラクター、斜体はゲームオリジナルキャラクター。
- 古代進、ミーくん - 山寺宏一
- 森雪 - 麻上洋子（現：一龍斎春水）
- 沖田十三 - 納谷悟朗
- 島大介 - 田中秀幸[注 3]
- 真田志郎 - 青野武
- 佐渡酒造、徳川彦左衛門 - 永井一郎
- アナライザー - 緒方賢一
- 太田健二郎 - 安原義人
- 相原義一 - 野村信次
- 南部康雄 - 林一夫
- 加藤三郎 - 神谷明
- 山本明 - 岡幸二郎
- 斉藤始 - ささきいさお
- 新米俵太 - 三ツ矢雄二
- 土方竜 - 大塚明夫
- 藤堂平九郎 - 大木民夫
- 参謀長 - 辻村真人[注 4]
- 三木幹夫 - 佐倉徹
- アンドロメダ副官 - 神田陽司
- デスラー - 伊武雅刀
- タラン - 矢田耕司
- ズォーダー - 小林修
- ナスカ - 石丸博也
- ゴーランド - 阪脩
- ザバイバル - 富田耕生
- ゲーニッツ - 村越伊知郎
- ラーゼラー - 曽我部和恭
- サーベラー - 氷上恭子
- バルゼー - 大塚周夫
- ミル - 緒方恵美
- テレサ - 岩男潤子
- ナレーター - 広川太一郎[注 5]
- その他出演 - 大橋隆昌、山口雅義、土井俊明、石川和之、高松直輝、宮下道央、水木剛

### スタッフ（さらば宇宙戦艦ヤマト）
- 企画・原作・総設定 - 松本零士
- ゲーム企画・構成 - 岸武彦
- チーフプログラム - 持田郁也
- チーフグラフィック・制作指揮 - 高橋道明
- メカニックデザイン - 宮武一貴
- キャラクターデザイン - 増永計介
- 音楽 - 宮川泰
- サウンドワーク - 小島健
- 音響 - 山田哲久、本田保則
- ゲーム脚本 - 山崎諭
- 演出・絵コンテ - 浅田裕二
- 総作画監督 - 増永計介
- CG監督 - 原和朋
- 進行 - 渡辺正彦、土井準一
- 総指揮 - 鶴之澤伸
- プロデューサー - 薮崎久也、堀弘明
- 製作 - バンダイ、ベック開発3部

## 宇宙戦艦ヤマト 英雄の軌跡
上記2作のファンディスクであり、前々作『遥かなる星イスカンダル』の映像集や前2作をどこからでもプレイ可能になるセーブデータ、次作『イスカンダルへの追憶』に関する設定ラフ画も含めた資料集なども収録されている。
また、1976年雑誌掲載の松本零士によるサイドストーリー「永遠のジュラ編」をゲーム化したモードも収録している。本節ではそれについて解説する。
ゲームシステムは前作のものを流用している。白兵戦要素はない。また、ボイスは一部のシーンのみ使用している。

### 諸設定（英雄の軌跡）

#### ストーリー（英雄の軌跡）
上記の通り「永遠のジュラ編」を原作とした第1作のサイドストーリーであり、デスラーの娘であるサイレン人ジュラの回想としてストーリーが進む。ヤマト艦内で幻覚が見える現象が起き、その原因と思われる惑星サイレンへと接近していく。その惑星はジュラとその母メラが住んでおり、惑星を巡ってガミラス艦隊との戦闘が繰り広げられる。最終的にメラは自殺、ジュラは1人で放浪の旅に出ることになる。

#### キャラクター（英雄の軌跡）
デスラーの妻子であり、サイレン人であるメラとジュラが登場する。他人の記憶や思考を読み取り、さらに対象に幻覚を見せる能力を持つため、デスラーは妻子を愛する一方で恐れてもいる。

## 宇宙戦艦ヤマト イスカンダルへの追憶
「暗黒星団三部作」と称されるシリーズの1作目。『宇宙戦艦ヤマト 新たなる旅立ち』を原作とする。ヤマトシリーズ30周年を記念して発売された。
ハードがPS2に変わったことで表現も大きく向上した。キャラクターも背景も全て3Dポリゴンとなり、ムービーないし戦闘中の会話にもキャラクターが話す動作が追加された。会話で出てくるキャラクターのポリゴンは、斜め前方の角度から見た場合のみを考慮して作られているほか、会話時のリップシンクの調整は手作業だったため、相当な労力だったと述べられている。
ストーリー面では「成長」をテーマとしている。
初回生産分には、『遥かなる星イスカンダル』のアニメ名場面集および本作のオリジナルダイジェスト映像を収録したDVD、「暗黒星団三部作」全てを収納できるBOXが特典として付いた。

### ゲームシステム（イスカンダルへの追憶）
システムも前作までから大きく変更されている。ミッションという形での完全なステージ制となっており、前作までのような戦略マップは存在しない。クリアしたミッションには再挑戦することもできる。本作では艦隊戦としてのシミュレーション要素をメインとし、前作までのような乗組員の配置換えなどの要素はオミットされた。
ミッションの流れは、導入部としてムービーが流れた後、艦艇・艦載機ユニットによる複数の部隊を編成、および隊列と初期位置を決定し、戦闘に臨む。戦闘後は再びムービーが流れた後、リザルト画面となり、評価に応じてボーナスポイントを獲得する。このボーナスポイントは艦の修理やアイテムの開発・生産に使用される。ボーナスポイントは艦を解体することでも獲得できる。
戦闘は立体空間で3次元に行われる。戦闘中は部隊ごとに行動し、方向を指定するとその方向へ回頭して前進、あるいは敵を指定するとその方向へ追尾する。戦闘中は移動を重視した「巡航」、近くの敵部隊を自動で攻撃する「戦闘」、敵ユニットを指定して攻撃する「直接攻撃」の3モード、波動砲・デスラー砲装備艦がいる場合はさらに波動砲のチャージを行う「波動砲」の4つのモードを切り替えて行動する。部隊にはそれぞれレーダーの有効範囲があり、範囲内に敵部隊が侵入すると捕捉する。これにより、移動速度の速い艦載機で組んだ編隊などは、攻撃だけではなく索敵の役割も与えられることとなる。魚雷やミサイル、各種アイテムは消耗品扱いであり、いずれ尽きてしまうため、戦闘に臨む前にあらかじめ生産しておかなければならなくなっている。

### 諸設定（イスカンダルへの追憶）

#### ストーリー（イスカンダルへの追憶）
前々作の続編という点を強調するため、序盤の地球側では白色彗星帝国の残党軍との戦闘が描かれているほか、『遥かなるイスカンダル』の要素が盛り込まれている。また、アニメでは『新たなる旅立ち』と『永遠に』はストーリーの繋がりが薄かったが、本作では次作との繋がりを意識した要素が入っており、連続ワープ機関の試作品が登場している。
アニメではイスカンダル星は銀河系までワープしてきたが、本作ではワープはせずに太陽系サンザー内を漂流し、主星サンザーへの落下コースをとる。ヤマト率いる地球艦隊は試作中の長距離ワープ機関にデスラーから送られてきた技術データを盛り込み、それを応用して大マゼラン星雲まで急行する。「イスカンダルへの2度目の旅」というコンセプトがあり、オリオン座アルファ星や七色星団が再登場し、それに絡めた新乗組員のエピソードも加わっている。
結末も変更されており、ゴルバはイスカンダル星の自爆ではなくヤマトとデスラーの協力により撃破される。スターシアも生き残るが、危険な状態ながらも女王としてイスカンダル星に残ることを決め、古代守とサーシアはスターシアの願いを受け入れて安全な地球へ行くことになる。
なお、『遥かなる星イスカンダル』でのストーリーの一部が回想ステージとして登場する。

#### キャラクター・メカ（イスカンダルへの追憶）
アニメでは『さらば』『ヤマト2』で戦死した山本明が生存しており、加藤三郎の後任としてヤマトのコスモタイガー隊隊長に就任するほか、アニメでは次作で登場した山南がガニメデ基地司令として先行登場している。北野哲、坂本茂、徳川太助ら新乗組員もキャラクターが掘り下げられ、各々に成長エピソードが与えられた。また、サーシャの名前はスターシアに準じて「サーシア」に変更された。
また、本作からゲームオリジナルキャラが多数登場するようになり、メインストーリーにも深く関わってくる。地球側はコスモタイガー隊新人の椎名晶、古代守、真田志郎と同期の技術者として、松本零士作品の名物キャラクターであるトチローが大山歳郎として登場する。一方、敵勢力側は恒星エネルギー資源採掘艦隊指揮官のルーギスとクーギスが登場し、ヤマトがイスカンダルまで辿り着く間のエピソードで敵役を務める。
メカに関して、PSゲームシリーズにおいて本作初登場となるメカは、すべてアニメ版から大幅にリデザインされている。アニメでは未登場だったメカも登場しており、地球側ではヤマト以外の地球艦艇、ガミラス側では指揮戦艦級戦闘艦（シュルツ艦）や十字空母（高速空母）などが登場する。主力戦艦には甲型・乙型・丙型など、装備や性能ごとのバリエーションが加わっている。オリジナル艦も新たに多数設定され、特に古代守のかつての乗艦ゆきかぜを改造した「ゆきかぜ・改」はメインストーリーの鍵となっている。なお、敵味方ともモブ艦の武装数は最大で6つまでに抑えられているため、グラフィック上存在が確認できても使用できない武装も存在する。

### 声の出演（イスカンダルへの追憶）
※太字はアニメ版当時と同じキャスト（改名を含む）が演じているキャラクター、斜体はゲームオリジナルキャラクター。
- 古代進、大山歳郎、ミーくん - 山寺宏一
- 森雪 - 麻上洋子（現：一龍斎春水）
- 沖田十三 - 納谷悟朗
- 島大介 - 田中秀幸[注 6]
- 真田志郎 - 青野武
- 佐渡酒造、徳川彦左衛門 - 永井一郎
- アナライザー - 緒方賢一
- 太田健二郎 - 安原義人
- 相原義一 - 野村信次
- 南部康雄 - 林一夫
- 山本明 - 伊藤健太郎
- 山崎奨 - 秋元羊介
- 徳川太助 - 古谷徹
- 北野哲 - 井上真樹夫
- 坂本茂 - 古川登志夫
- 椎名晶 - 三石琴乃
- 古代守、ナレーター - 広川太一郎
- 藤堂平九郎 - 大木民夫
- 山南修、ドメル - 小林修
- サーシア - 潘恵子[注 7]
- スターシア - 上田みゆき
- デスラー - 伊武雅刀
- タラン - 矢田耕司
- ゲール - 阪脩
- ヒス - 山下啓介
- メルダース - 中田浩二
- デーダー - 富田耕生
- スカルダート - 銀河万丈
- クーギス - 麦人
- ルーギス - 大塚周夫
- その他出演 - 佐倉徹、笹本憲一、末永敦亮、土井俊明、石川和之

### スタッフ（イスカンダルへの追憶）
- 総設定デザイン・監修 - 松本零士
- メインプログラム - 持田郁也
- プログラム - 西田憲司（株）亀、志場隆丈
- 3Dモデリング / 演出 - 溝本徹、岸武彦
- 3Dモデリング / バランスワーク - 河本順二
- 3Dモデリング - 井上亮子、西村雅也、安松大輔、安松玄太
- 2Dグラフィックワーク - 土井理恵子
- 脚本 - 岸武彦、山崎諭
- リメイクデザイン：メカニック - 宮武一貴
- リメイクデザイン：キャラクター - 増永計介
- 編曲 / オリジナルBGM作曲/演奏 - 三垣敦史（カムカムキャット）
- サウンドエフェクト / 音声編集 - 小島健（vortex）
- 音響担当 - 本田保則、啓乕宏之
- 音響制作 - アストロビジョン
- 録音スタジオ - スタジオエコー
- アニメーション演出 - 浅田裕二
- 作画監督 - 増永計介
- CGムービー進行 - 土井準一
- CGムービーディレクター - 村松晃平
- 開発プロデューサー - 薮崎久也、堀弘明
- プロデューサー - 鈴木敏弘、上村照彦、磯貝建夫、久保勝範
- ディレクター - 岸武彦
- エグゼクティブ・プロデューサー - 鵜之澤伸、東海林隆
- 製作協力 - 有限会社スタジオコクピット、有限会社スタジオピーコック、株式会社スタジオぬえ、バンダイビジュアル株式会社
- 開発 - 株式会社エヌケーシステム
- 制作 - 株式会社ベック
- 製作 - 株式会社バンダイ

## 宇宙戦艦ヤマト 暗黒星団帝国の逆襲
「暗黒星団三部作」の2作目。『ヤマトよ永遠に』における二重銀河到達までのストーリーを原作とする。
ゲームDVDに前作『イスカンダルへの追憶』のクリアデータが収録されており、前作を所持していればメモリーカードを通して前作をクリア状態でプレイすることが可能となっている。
初回生産分には、設定資料集、および前作のBGM・主題歌が全て収録されたCDが特典として付いた。

### ゲームシステム（暗黒星団帝国の逆襲）
艦隊戦のゲームシステムは、前作とおおむね同一である。
本作では白兵戦が復活しているが、前々作までとは異なり、完全に独立したミッションとなっている。艦隊戦と同様、オープニングムービー→戦闘→エピローグムービーの流れとなる。基本システムはTPSであり、フィールドを探索しつつ目的地を目指す。ミッションごとに最大3人でのグループで行動するが、援護射撃を選択した場合を除けば基本的に味方側で戦闘を行うのは1人のみで、適宜キャラクターを切り替えて行動する。プレイヤーキャラクターは標準装備のコスモガンのほか、サブマシンガンやバズーカなどの特殊武器を持つ。特殊武器は弾数に制限があるため、フィールド上で弾薬を入手する必要がある。キャラクターごとに持てる特殊武器は多少異なっており、戦況に応じて使用する。

### 諸設定（暗黒星団帝国の逆襲）

#### ストーリー（暗黒星団帝国の逆襲）
前作や次作のような大きなストーリーラインの変更はなく、エピソードを追加して描写を掘り下げる形となっている。
序盤はヤマト単艦で行動するが、太陽系離脱時にトチローの雪風が合流、さらにシリウス宙域でしゅんらん率いる第七艦隊が合流し、艦隊を編成しての行動となる。アニメでは映画という都合上戦闘回数が限られていたが、本作では暗黒星雲到達までに5回、暗黒星雲内でも3回の戦闘が行われる。
また、地球側でもパルチザンの戦いが詳細に描かれている。
『さらば』のストーリーの一部が回想ステージとして登場する。

#### キャラクター・メカ（暗黒星団帝国の逆襲）
オリジナルキャラクターとして、地球侵攻軍第二特務艦隊司令のミヨーズや、中間補給基地司令のグノンが登場する。特にミヨーズは、ヤマトと3回交戦する因縁深い敵となっている。また、前作から引き続き大山歳郎、椎名晶が登場する。
アニメ版では未登場だった北野哲や坂本茂が継続して登場しており、北野は地球上のパルチザン、坂本は引き続きヤマト乗組員として活躍する。一方、加藤四郎は未登場となっている。また、古代守は第七艦隊の所属となっており、ヤマトとの合流後にヤマト艦長に就任する。アニメ版でヤマト艦長だった山南は、第七艦隊司令としてしゅんらんで行動する。アニメ版で地球占領後にヤマトを追撃したカザンはその役目をミヨーズに譲り、パルチザンのエピソードで地球侵攻軍司令として活躍する。そのほか、アニメではゴルバ戦で初登場してその戦闘中に戦死したグロータスもキャラが掘り下げられており、暗黒星雲内での戦闘でミヨーズに指示を出した後に彼を捨て駒として扱うなど、本作独自の活躍が与えられている。なお、アニメのこの時点では未登場だったスカルダートやサーダも登場するが、スカルダートの顔は影で黒く隠されている。
メカは前作に引き続き登場するほか、本作で初登場するメカも大幅なリデザインが施されている。

### 声の出演（暗黒星団帝国の逆襲）
※太字はアニメ版当時と同じキャスト（改名を含む）が演じているキャラクター、斜体はゲームオリジナルキャラクター。
- 古代進、大山歳郎、ミーくん - 山寺宏一
- 森雪 - 麻上洋子（現：一龍斎春水）
- 島大介 - 田中秀幸
- 真田志郎 - 青野武
- 佐渡酒造 - 永井一郎
- アナライザー - 緒方賢一
- 太田健二郎 - 安原義人
- 相原義一 - 野村信次
- 南部康雄 - 林一夫
- 山本明 - 伊藤健太郎
- 山崎奨 - 秋元羊介
- 徳川太助 - 古谷徹
- 北野哲 - 井上真樹夫
- 坂本茂 - 古川登志夫
- 椎名晶 - 三石琴乃
- 古代守、ナレーター - 広川太一郎
- 藤堂平九郎 - 大木民夫
- 参謀長 - 辻村真人
- 古野間卓、土方竜 - 大塚明夫
- 東 - 土井俊明
- 宗像 - 石川和之
- 山南修 - 小林修
- サーシア - 潘恵子
- デスラー - 伊武雅刀
- タラン - 矢田耕司
- アルフォン - 野沢那智
- スカルダート、グロータス - 銀河万丈
- カザン - 麦人
- ミヨーズ - 堀川りょう
- グノン- 山下啓介
- バルゼー - 大塚周夫
- その他出演 - 佐倉徹、笹本憲一、末永敦亮

### スタッフ（暗黒星団帝国の逆襲）
- 総設定デザイン・監修 - 松本零士
- メインプログラム - 持田郁也
- プログラム - 西田憲司（株）亀、志場隆丈
- 3Dモデリング / 演出 - 溝本徹、岸武彦
- 3Dモデリング / バランスワーク - 河本順二
- 3Dモデリング - 井上亮子、西村雅也、安松大輔、安松玄太
- 2Dグラフィックワーク - 土井理恵子
- 脚本 - 岸武彦、山崎諭
- リメイクデザイン：メカニック - 宮武一貴
- リメイクデザイン：キャラクター - 増永計介
- 編曲 / オリジナルBGM作曲/演奏 - 三垣敦史（カムカムキャット）
- サウンドエフェクト / 音声編集 - 小島健（vortex）
- 音響担当 - 本田保則、啓乕宏之
- 音響制作 - アストロビジョン
- 録音スタジオ - スタジオエコー
- アニメーション演出 - 浅田裕二
- 作画監督 - 増永計介
- CGムービー進行 - 土井準一
- CGムービーディレクター - 村松晃平
- 開発プロデューサー - 薮崎久也、堀弘明
- プロデューサー - 鈴木敏弘、上村照彦、磯貝建夫、久保勝範
- ディレクター - 岸武彦
- エグゼクティブ・プロデューサー - 鵜之澤伸、東海林隆
- 製作協力 - 有限会社スタジオコクピット、有限会社スタジオピーコック、株式会社スタジオぬえ、バンダイビジュアル株式会社
- 開発 - 株式会社エヌケーシステム
- 制作 - 株式会社ベック
- 製作 - 株式会社バンダイ

## 宇宙戦艦ヤマト 二重銀河の崩壊
「暗黒星団三部作」の3作目。『ヤマトよ永遠に』における二重銀河到達以降のストーリーを原作とする。
前作同様、前作『暗黒星団帝国の逆襲』のクリアデータがゲームDVDに収録されている。
ゲームシステムは前2作とおおむね同一である。

### 諸設定（二重銀河の崩壊）

#### ストーリー（二重銀河の崩壊）
アニメでは二重銀河到達直後に敵母星を発見して到着したが、本作ではまだ敵母星を発見できずに二重銀河内を探索し、敵艦隊と交戦しながら情報を集めていくというストーリーが展開する。SFガジェットとしてダイソン球殻が盛り込まれており、敵母星は褐色矮星に偽装したダイソン球殻内に存在すると設定されている。また、スカルダートが語る偽りの暗黒星団帝国の正体が、地球人の末裔ではなく地球を支配した暗黒星団帝国人の末裔であり、偽地球の正体発覚も指紋ではなくグラスの成分分析であるなど、細かな点が変更されている。
PS版『さらば宇宙戦艦ヤマト』と同様のマルチエンディングとなっており、最終ミッションでの進め方によって、アニメ準拠のサーシア戦死エンドと、本作独自のサーシア生存エンドの2つに分岐する。

#### キャラクター・メカ（二重銀河の崩壊）
上記の通り二重銀河内でのストーリーが大幅に追加されたことに伴い、そこでの主敵としてオリジナルキャラのサーグラスが登場する。
古代守は最後まで生存し、エンディングで大山とともにイスカンダル星へ帰っていく。サーシアは上記の通り、生存エンドと死亡エンドに分かれており、生存エンドでは守たちとともにイスカンダル星へ帰る。どちらの場合も、アニメ版のサーシャのセリフは真田志郎と山崎奨に割り振られている。

### 声の出演（二重銀河の崩壊）
※太字はアニメ版当時と同じキャスト（改名を含む）が演じているキャラクター、斜体はゲームオリジナルキャラクター。
- 古代進、大山歳郎、ミーくん - 山寺宏一
- 森雪 - 麻上洋子（現：一龍斎春水）
- 島大介 - 田中秀幸
- 真田志郎 - 青野武
- 佐渡酒造 - 永井一郎
- アナライザー - 緒方賢一
- 太田健二郎 - 安原義人
- 相原義一 - 野村信次
- 南部康雄 - 林一夫
- 山本明 - 伊藤健太郎
- 山崎奨 - 秋元羊介
- 徳川太助 - 古谷徹
- 北野哲 - 井上真樹夫
- 坂本茂 - 古川登志夫
- 椎名晶 - 三石琴乃
- 古代守、ナレーター - 広川太一郎
- 藤堂平九郎 - 大木民夫
- 参謀長 - 辻村真人
- 古野間卓 - 大塚明夫
- 宗像 - 石川和之
- 山南修 - 小林修
- サーシア - 潘恵子
- アルフォン - 野沢那智
- スカルダート - 銀河万丈
- カザン - 麦人
- サーダ - 中谷ゆみ
- サーグラス - 富田耕生
- その他出演 - 佐倉徹、笹本憲一、末永敦亮、土井俊明

### スタッフ（二重銀河の崩壊）
- 総設定デザイン・監修 - 松本零士
- メインプログラム - 持田郁也
- プログラム - 西田憲司（株）亀、志場隆丈
- 3Dモデリング / 演出 - 溝本徹、岸武彦
- 3Dモデリング / バランスワーク - 河本順二
- 3Dモデリング - 井上亮子、西村雅也、安松大輔、安松玄太
- 2Dグラフィックワーク - 土井理恵子
- 脚本 - 岸武彦、山崎諭
- リメイクデザイン：メカニック - 宮武一貴
- リメイクデザイン：キャラクター - 増永計介
- 編曲 / オリジナルBGM作曲/演奏 - 三垣敦史（カムカムキャット）
- サウンドエフェクト / 音声編集 - 小島健（vortex）
- 音響担当 - 本田保則、啓乕宏之
- 音響制作 - アストロビジョン
- 録音スタジオ - スタジオエコー
- アニメーション演出 - 浅田裕二
- 作画監督 - 増永計介
- CGムービー進行 - 土井準一
- CGムービーディレクター - 村松晃平
- 開発プロデューサー - 薮崎久也、堀弘明
- プロデューサー - 鈴木敏弘、上村照彦、磯貝建夫、久保勝範
- ディレクター - 岸武彦
- エグゼクティブ・プロデューサー - 鵜之澤伸、東海林隆
- 製作協力 - 有限会社スタジオコクピット、有限会社スタジオピーコック、株式会社スタジオぬえ、バンダイビジュアル株式会社
- 開発 - 株式会社エヌケーシステム
- 制作 - 株式会社ベック
- 製作 - 株式会社バンダイ